# Robert Haldane-Duncan (3e comte de Camperdown)
Robert Adam Philips Haldane Haldane-Duncan, 3e comte de Camperdown (28 mai 1841 - 5 juin 1918), titré vicomte Duncan de 1859 à 1867, est un homme politique libéral britannique.

## Biographie
Il est le fils aîné d'Adam Haldane-Duncan (2e comte de Camperdown), et de son épouse Juliana Philips, et fait ses études au Collège d'Eton et au Balliol College, Oxford. Il succède à son père dans le comté en 1867 et prend place sur les bancs libéraux de la Chambre des lords. L'année suivante, il est nommé Lord-in-waiting (whip du gouvernement à la Chambre des Lords) dans la première administration de William Ewart Gladstone, poste qu'il occupe jusqu'en 1870, puis sert comme Lord civil de l'Amirauté de 1870 à 1874.
Lord Camperdown reçoit un doctorat honorifique (LL. D.) de l'Université de St Andrews en février 1902. L'année précédente, il était devenu président de l'University College, Dundee, alors un collège de St Andrews. Il est resté président du Collège jusqu'à sa mort .
Lord Camperdown est décédé en juin 1918, à l'âge de 77 ans. Il ne s'est jamais marié et est remplacé dans le comté par son frère cadet George.